# Lana VS
| VS ist das Kürzel für den Kanton Wallis in der Schweiz. Es wird verwendet, um Verwechslungen mit anderen Einträgen des Namens Lana zu vermeiden. |

Lana ist ein kleines Dorf bei Evolène in einem Südtal des Wallis. Es gibt hier eine kleine alte Kirche. Von Lana fährt ein kleiner Sessellift nach Meina. Von dort kann man zur Passhöhe des Col de la Meina hinaufklettern. Dort hat man einen interessanten Blick auf den Lac des Dix mit der höchsten Staumauer Europas.